# Andrew Lau
Andrew Lau Wai-keung (4 aprile 1960) è un regista, produttore cinematografico e direttore della fotografia hongkonghese.
Ha iniziato la sua carriera negli anni 1980 e 1990 prestando servizio come direttore della fotografia per registi come Ringo Lam, Wong Jing e Wong Kar-wai . Negli anni '90 ha deciso di avere più libertà creativa diventando regista e produttore. Oltre a girare film nella sua nativa Hong Kong, ha anche girato film in Cina, Corea e Stati Uniti.
Regista molto prolifico, ha realizzato film di vari generi, ed è particolarmente noto in Occidente per i suoi film d'azione e polizieschi che includono la serie di film Young and Dangerous, la trilogia Infernal Affairs (quest'ultima co-diretta insieme ad Alan Mak) e Revenge of the Green Dragons (prodotto da Martin Scorsese).

## Filmografia

### Regista
- Against All (1990)
- The Ultimate Vampire (1991)
- Rhythm of Destiny (1992)
- Raped by an Angel (1993)
- All New Human Skin Lanterns (1993)
- Modern Romance (1994)
- To Live and Die in Tsimshatsui (1994)
- Lover of the Last Empress (1995)
- The Mean Street Story (1995)
- Young and Dangerous (1996)
- Best of the Best (1996)
- Young and Dangerous 2 (1996)
- Young & Dangerous III (1996)
- Young and Dangerous 4 (1997)
- The Storm Riders (1998)
- Young and Dangerous V (1998)
- Young & Dangerous: The Prequel (1998)
- The Legend of Speed (1999)
- A Man Called Hero (1999)
- Born to Be King (2000)
- Sausalito (2000)
- The Duel (2000)
- Dance of a Dream (2001)
- God of Fist Style a.k.a. Legend of Tekken (2001)
- Bullets of Love (2001)
- Infernal Affairs (2002) - co-diretto con Alan Mak
- Women from Mars (2002)
- The Wesley's Mysterious File (2002)
- Infernal Affairs II - Affari sporchi (2003) - co-diretto con Alan Mak
- Infernal Affairs III - Affari sporchi (2003) - co-diretto con Alan Mak
- Suicide Note on Dot Social (2003)
- The Park (2003)
- Initial D (2005) - co-diretto con Alan Mak
- Fox Volant of the Snowy Mountain (2006) - serie TV
- Confession of Pain (2006) - co-diretto con Alan Mak
- Daisy (2006)
- Identikit di un delitto (2007)
- Look for a Star (2008)
- Legend of the Fist: The Return of Chen Zhen (2010)
- A Beautiful Life (2011)
- The Guillotines (2012)
- Revenge of the Green Dragons (2014)
- From Vegas to Macau III (2016) - co-diretto con Wong Jing
- The Founding of an Army (2017)
- Kung Fu Monster (2018)
- The Captain (2019)
- Chinese Doctors (2021)